# 塚田穂高
塚田 穂高（つかだ ほたか、1980年 -）は、日本の宗教社会学者。主に、伝統宗教や新宗教、宗教の政治的影響等を研究する。文教大学国際学部国際理解学科 教授、清泉女子大学文学部 非常勤講師、國學院大學研究開発推進機構日本文化研究所 共同研究員を兼任。日本宗教学会評議員、日本社会学会社会学評論編集委員会専門委員。著書『宗教と政治の転轍点―保守合同と政教一致の宗教社会学』で日本宗教学会賞（2015年）を受賞。

## 経歴・業績
長野県長野市生まれ。1999年長野県長野高等学校、2004年東京学芸大学教育学部国際理解教育課程日本研究専攻卒業。東京大学大学院人文社会系研究科基礎文化研究専攻宗教学宗教史学専門分野修士課程修了、その後、2010年3月に博士課程単位取得満期退学。東京大学大学院で島薗進に指導を受けた。
2010年4月に國學院大學着任後、2013年に博士（文学）を東京大学で取得。2015年の著書『宗教と政治の転轍点 保守合同と政教一致の宗教社会学』で日本宗教学会賞を受賞。
2010 - 2017年に國學院大學研究開発推進機構日本文化研究所助教。2018 - 2021年に上越教育大学大学院学校教育研究科助教、2020 - 2021年に兵庫教育大学大学院連合学校教育学研究科助教。2021-2014年に、上越教育大学大学院学校教育研究科准教授、兵庫教育大学大学院連合学校教育学研究科准教授（兼職）、上越看護専門学校看護学科非常勤講師。2018 - 2022年、「宗教と社会」学会常任委員を務める。2019年4月より、清泉女子大学文学部  非常勤講師、2024年4月より文教大学国際学部国際理解学科 教授。2016年より日本宗教学会評議員、2022年より日本社会学会社会学評論編集委員会専門委員。

## 書評・評価
『宗教と政治の転轍点 保守合同と政教一致の宗教社会学』について、櫻井義秀は、戦後日本の宗教運動と政治の関係を事例ごとに詳細にたどり、新しい知識を蓄積した著作であり、「基本的な研究書、啓発的な書籍として書架に置くことを勧めたい」と評している。原武史は、宗教政党による「政治進出」型の泡沫候補に本格的に切り込んだ初めての研究であり、政治学者が避けてきたテーマに対して著者が教団の内部資料を収集し、政党会見に参加するなど、行動力と努力をもって挑んだ姿勢を評価している。

## 著書

### 単著
- 『宗教と政治の転轍点 保守合同と政教一致の宗教社会学』（花伝社、2015年4月）、ISBN 9784763407313[7]

### 編著
- 『徹底検証 日本の右傾化』（筑摩書房「筑摩選書」、2017年3月）、ISBN 978-4480016492

### 共著
- 『宗教と社会のフロンティア 宗教社会学からみる現代日本』（高橋典史、岡本亮輔と共著、勁草書房、2012年8月）、ISBN 9784326602421
- 『近現代日本の宗教変動 ─ 実証的宗教社会学の視座から』（寺田喜朗、川又俊則、小島伸之と共著、ハーベスト社、2016年6月）、ISBN 978-4863390782
- 『近現代日本の民間精神療法―不可視なエネルギーの諸相―』（栗田英彦、吉永進一と編著、国書刊行会、2019年9月）、ISBN: 433606380X
- 『だから知ってほしい「宗教2世」問題』(鈴木エイト、藤倉善郎と編著、筑摩書房、2023年8月30日）、ISBN 978-4-480-84330-2

### 執筆
- 『現代用語の基礎知識』自由国民社、2018 - 2025年版、「宗教」項などを担当[14]。